# Pierre-Joseph Proudhon z rodziną
Pierre-Joseph Proudhon z rodziną (fr. Proudhon et ses enfants) – obraz olejny francuskiego malarza Gustave’a Courbeta eksponowany w Petit Palais w Paryżu.

## Historia
Pierre-Joseph Proudhon, francuski polityk i socjolog, przyjaźnił się z Courbetem, a ich relacja rozwinęła się po zamieszkaniu Proudhona w Paryżu w 1847 r. Malarz odwiedzał Proudhona w więzieniu gdzie ten przebywał w latach 1849–1852. Umieścił jego wizerunek na obrazie Pracownia malarza wśród innych znaczących dla siebie postaci. Proudhon i Courbet inspirowali się nawzajem głoszonymi przez siebie ideami dotyczącymi sztuki i społeczeństwa. 
Na wieść o przedwczesnej śmierci Proudhona w styczniu 1865 r.  Courbet wpadł w  przygnębienie. Następnie w lutym zaczął malować portret przyjaciela na podstawie fotografii, maski pośmiertnej i innego jeszcze portretu. Obraz został ukończony w ciągu 36 dni i wysłany do Paryżu w marcu do prezentacji na Salonie.

## Opis
Pierwotnie obraz przedstawiał Proudhona wraz z dwiema córkami – Catherine i Marcelle, a na drugim planie w fotelu siedziała jego ciężarna żona. Prawdopodobnie chłodne przyjęcie przez krytyków skłoniło Courbeta do przemalowania obrazu – zmienił tło i zamiast ceglanej ściany umieścił ogrodową zieleń oraz zamalował żonę Proudhona i na fotelu gdzie siedziała ukazał kosz. Krążyły niepotwierdzone pogłoski, że ta ostatnia zmiana była spowodowana niezadowoleniem kobiety ze swego portretu. W trakcie kolejnych przeróbek malarz podwyższył też czoło Proudhona, być może dla podkreślenia wielkości jego intelektu.
Obecnie obraz ukazuje Pierre-Josepha Proudhona siedzącego na ogrodowych schodkach swego domu przy ulicy d’Enfer w Paryżu. Został on ukazany w ubraniu prostego człowieka: ma na sobie roboczą bluzę z podwiniętymi rękawami, spod których wystaje sfałdowany sweter. Obok niego leżą książki i dokumenty oraz kapelusz. Na drugim planie jego córki oddają się zabawie, jedna odczytuje abecadło, a druga, młodsza, udaje, że nalewa napój do filiżanki. Na najwyższym ze schodków malarz umieścił inskrypcję „PJP 1853”, są to inicjały Proudhona i data wskazująca na etap życia filozofa, który Courbet chciał utrwalić. Proudhon został zwolniony z więzienia w poprzednim roku, był ograniczany przez cenzurę i jego sytuacja materialna była bardzo trudna; możliwe, że malarz chciał zaznaczyć, że rozpoczęła się wtedy ostatnia, schyłkowa faza działalności swego przyjaciela. 
Obraz jest wykonany zgodnie z założeniami realizmu. Jest osadzony w konkretnym miejscu i dokładnie określonym czasie. Przez swoją wierność szczegółom sugeruje rzemieślnicze pochodzenie Proudhona, jego dążenia do rozpowszechnienia umiejętności czytania i pisania oraz jego podkreślanie znaczenia rodziny.
W lewym dolnym rogu obrazu znajduje się sygnatura malarza „Gustave Courbet 1865”.